# Hauptsatzung
Die Hauptsatzung ist in Deutschland eine Satzung einer kommunalen Gebietskörperschaft. Sie enthält unter anderem Regelungen über die Verfassung oder die Organisation der Verwaltung.

## Allgemein
In allen deutschen Flächenländern, mit Ausnahme von Bayern, ist die Hauptsatzung eine Pflichtsatzung. Sie wird vom willensbildenden Organ der Körperschaft, also dem Gemeinderat bzw. Kreistag beschlossen.
In der Hauptsatzung müssen bzw. können beispielsweise über folgende Dinge Regelungen getroffen werden:
- Öffentliches Bekanntmachungsorgan der Gemeinde (auch über eine eigene Bekanntmachungssatzung geregelt),
- Bildung von Ausschüssen und Übertragung von Aufgaben auf Ausschüsse,
- Zustimmungserfordernisse des Rates für Vergaben,
- Beiräte,
- Wappen und Siegel der Gemeinde bzw. des Kreises,
- Ehrenbürgerrechte,
- Kommunale Auszeichnungen,
- Ratsöffentlichkeit für Sitzungen des Verwaltungsausschusses.

Einige Gemeindeordnungen schreiben auch vor, dass weitere Details bereits in der Hauptsatzung zu regeln sind. So beispielsweise:
- Art und Umfang der Aufwandsentschädigungen aller, die ein Ehrenamt innehaben.[4]

## Sonderfall Bayern
Die bayerische Gemeindeordnung kennt die Hauptsatzung als Pflichtsatzung zwar nicht, da sich das Gesetz strukturell auch von den anderen Gemeindeordnungen der Flächenländer unterscheidet. Gleichwohl ist dem Gesamttext zu entnehmen, dass auch diese Gemeindeordnung vorsieht, dass die ansonsten in einer Satzung, eben der Hauptsatzung, zu regelnden Angelegenheiten satzungsgemäß zu regeln sind: Sie können aber auf diese Weise auf verschiedene Einzelsatzungen aufgeteilt werden und bedürfen nicht einer übergeordneten Hauptsatzung.